# Lava River Cave (Arizona)

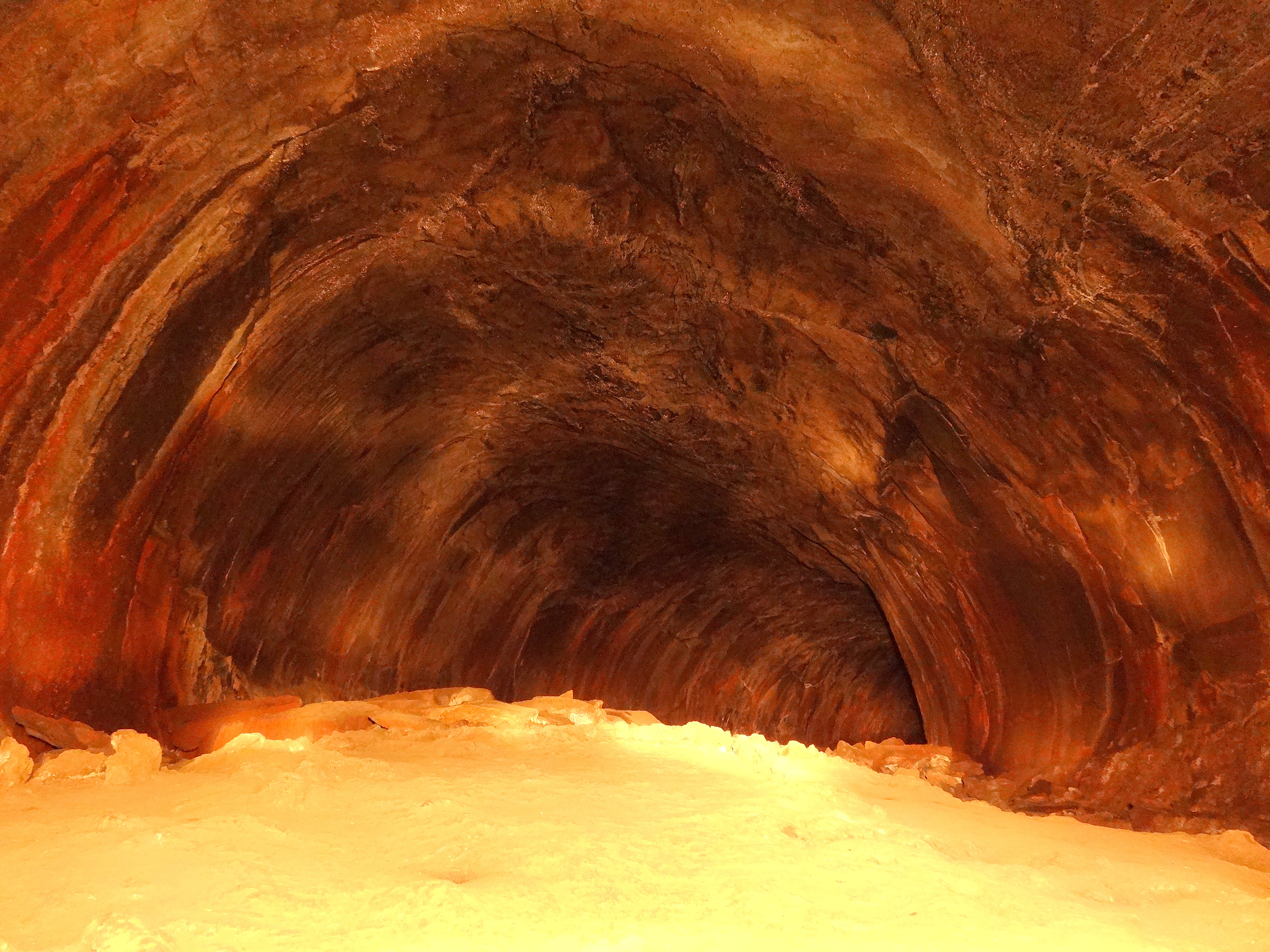
Blick in die Höhle

Lava River Cave ist eine Lavaröhre im Coconino National Forest in Arizona.
Die 1,2 km lange Höhle wurde 1915 von Holzarbeitern entdeckt. Der Eingang liegt ca. 23 km westlich von Flagstaff. Die Höhle wird vom United States Forest Service verwaltet.

## Entstehung
Die Höhle entstand vor ca. 700.000 Jahren als geschmolzene Lava aus einem nahegelegenen Vulkan austrat. In der Folge kühlten die Ränder dieser Masse ab und erstarrten, während das Innere abfloss. Die Temperaturen der so geformten Höhle liegen nur knapp über dem Gefrierpunkt.